# 臼井二尚
臼井 二尚（うすい じしょう、1900年8月27日 - 1991年3月8日）は、日本の社会学者。京都大学名誉教授。

## 経歴
長野県南安曇郡三田村田尻（現：安曇野市堀金三田）生まれ。旧制松本中学（長野県松本深志高等学校）、旧制松本高等学校文科乙類を経て、1926年京都帝国大学文学部社会学科を卒業した。
1929年、京都帝国大学専任講師に着任。ドイツ、米国、フランスに研究留学した後、1932年に助教授昇進。1944年に教授昇進。1945年、学位論文『社会と民族』を京都帝国大学に提出して文学博士号を取得。1949年より京都大学文学部教授。1963年に京都大学を定年退官し、名誉教授となった。その後は関西大学社会学部教授、帝塚山大学教授、佛教大学教授をつとめた。学界では、1954年から1957年まで日本社会学会会長をつとめた。

## 受賞・栄典
- 1971年：勲二等旭日重光章を受勲。

## 家族・親族
- 岳父：熊谷岱蔵は医師、内科医学研究者。東北帝国大学総長をつとめた。

## 著書
- 『国家国民の象徴としての天皇』憲法調査会事務局 1960
- 『社会学論集』創文社 1964
- 『臼井二尚論攷抄』臼井光郎 1999
- 『社会と民族』臼井光郎 1999

### 共編
- 『哲学年鑑』第1ｰ2輯 木村素衛、高坂正顕、西谷啓治、柳田謙十郎共編 靖文社 1943ｰ44
- 『教養講座社会学』林恵海共編 有斐閣 1953
  - 『教養講座社会学』改訂版　林恵海、武田良三共編 有斐閣 1956
- 『南津田 滋賀県湖東一農村の実態』編 村落社会研究会 1965
- 『日本人の自殺』高坂正顕共編 創文社 1966

## 論文
- CiNii